# V447 Андромеды
V447 Андромеды (лат. V447 Andromedae) — двойная звезда в созвездии Андромеды на расстоянии приблизительно 1398 световых лет (около 429 парсеков) от Солнца. Видимая звёздная величина звезды — от +13,42m до +13,39m.

## Характеристики
Первый компонент — оранжевый карлик, эруптивная переменная звезда типа RS Гончих Псов (RS) спектрального класса K3. Масса — около 0,71 солнечных, радиус — около 1,02 солнечного, светимость — около 0,815 солнечной. Эффективная температура — около 5428 K.
Второй компонент. Орбитальный период — около 1,95 суток.